# Vigor Industrial
Vigor Industrial ist eine amerikanische Werftengruppe. Sie besitzt 12 Standorte im Nordwesten der USA und in Alaska.
1995 kaufte Frank Foti das finanziell angeschlagene Unternehmen Vigor Industrial. 2011 erwarb Vigor die Todd Pacific Shipyards. 2014 wurde die Firma Oregon Iron Works übernommen.
Standorte:
| Niederlassung            | Gegründet | Fläche in acre                        | Trockendocks                          | Piers                                 | Kräne                                        |
| ------------------------ | --------- | ------------------------------------- | ------------------------------------- | ------------------------------------- | -------------------------------------------- |
| Seattle, Washington      | 1916      | 27                                    | 2 mit bis zu 18.000 LT                | 6 mit 3.000 ft                        | 12 Drehkrane bis 150t                        |
| Portland, Oregon         | 1942      | 60                                    | 3 mit bis zu 30.000 LT                | 15 mit > 10.000 ft                    | 17 Drehkrane bis 134t, 1 Portalkran bis 600t |
| Everett, Washington      | 1947      | 3,6                                   | /                                     | 2 mit 1.200 ft                        | 7 bis 45t                                    |
| Tacoma, Washington       | 1976      | 5                                     | 2 mit bis zu 2.800 LT                 | 2 mit 600 ft                          | 4 bis 55t                                    |
| Ketchikan, Alaska        | 1987      | 16,5                                  | 2 mit bis zu 10.000 LT                | 1 mit 1.000 ft                        | 3 bis 150t                                   |
| Bremerton, Washington    | 1986      | gehört zur Puget Sound Naval Shipyard | gehört zur Puget Sound Naval Shipyard | gehört zur Puget Sound Naval Shipyard | gehört zur Puget Sound Naval Shipyard        |
| Port Angeles, Washington | 1998      |                                       | /                                     | 2 mit 1.400 ft                        | 5 bis 200t                                   |
| Seward, Alaska           | (2014)    | 11                                    | 2 mit bis zu 5.000 LT                 | 1 mit 300 ft                          | 2 bis 80t                                    |
| Clackamas, Oregon        | (2014)    | 53                                    | /                                     | /                                     | 79 bis 50t                                   |